# Single-board computer

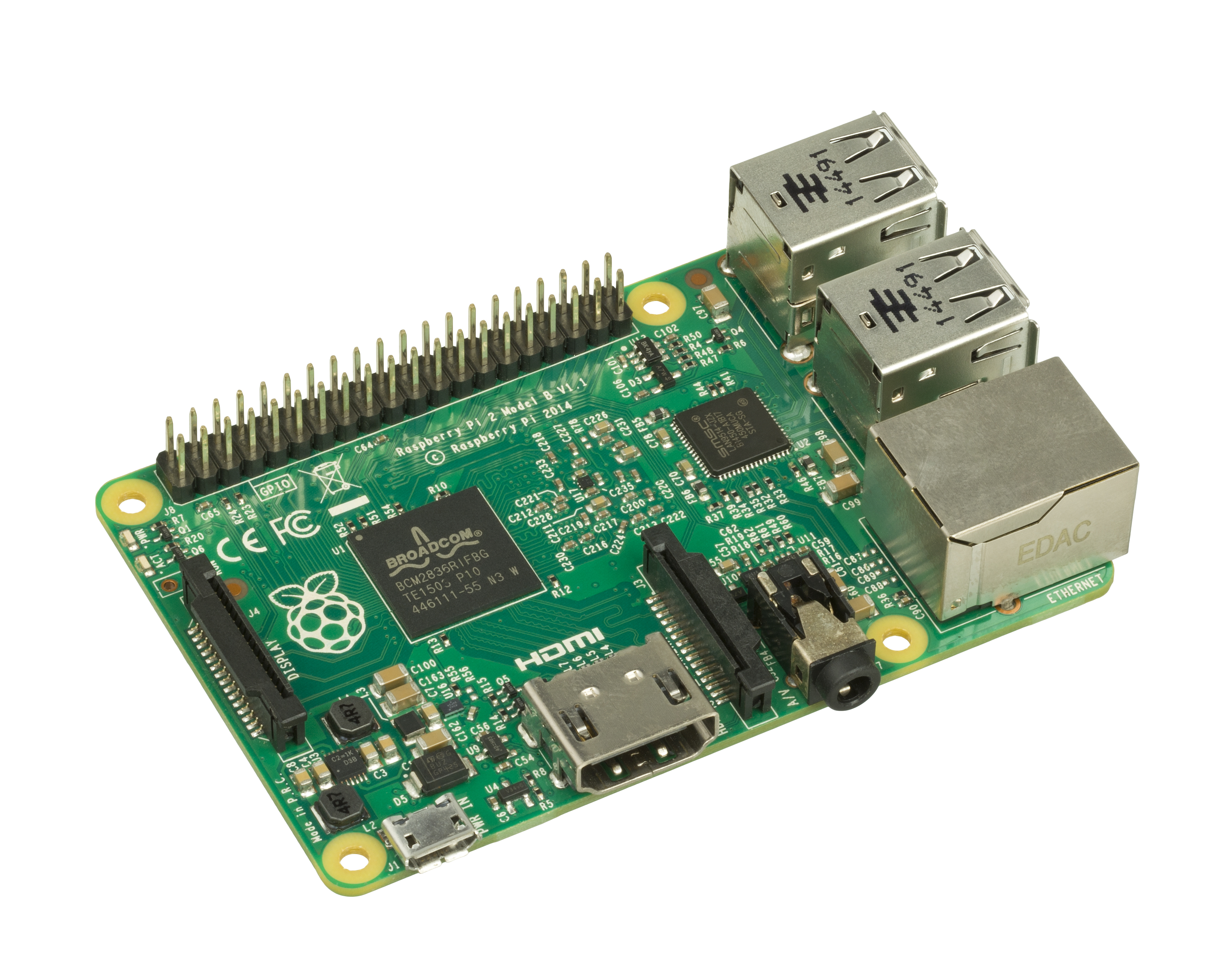
Il Raspberry Pi è un esempio di computer a scheda singola.

Un single-board computer, noto anche con la sigla SBC (dall'inglese computer a scheda singola), è un computer completo costruito su una scheda a circuito singolo, con microprocessore (i), memoria, input / output (I / O) e altre funzionalità richieste per un computer funzionale. I computer a scheda singola sono stati realizzati come sistemi dimostrativi o di sviluppo, per sistemi educativi o per l'uso come controller di computer integrati. Molti tipi di computer domestici o portatili integrano tutte le loro funzioni su un singolo circuito stampato.
A differenza di un personal computer desktop, i computer a scheda singola spesso non si basano sui canonici slot di espansione per funzioni aggiuntive, ma su connettori specifici (es. GPIO) per interfacciarsi con hardware e circuiti esterni. Inoltre, utilizzano microprocessori a 8 e 16 bit e RAM statica. I modelli più recenti hanno invece capacità simili a quelle di tablet o netbook (es. Raspberry PI e simili) grazie alla presenza di hardware ARM a 32 o 64 bit. Altri tipi ancora, come quelli dedicati a server blade, avrebbero prestazioni simili a un computer server, solo in un formato più compatto.
Un computer-on-module è un tipo di computer a scheda singola creato per essere inserito in una scheda di supporto, scheda base o backplane per l'espansione del sistema.

## Storia

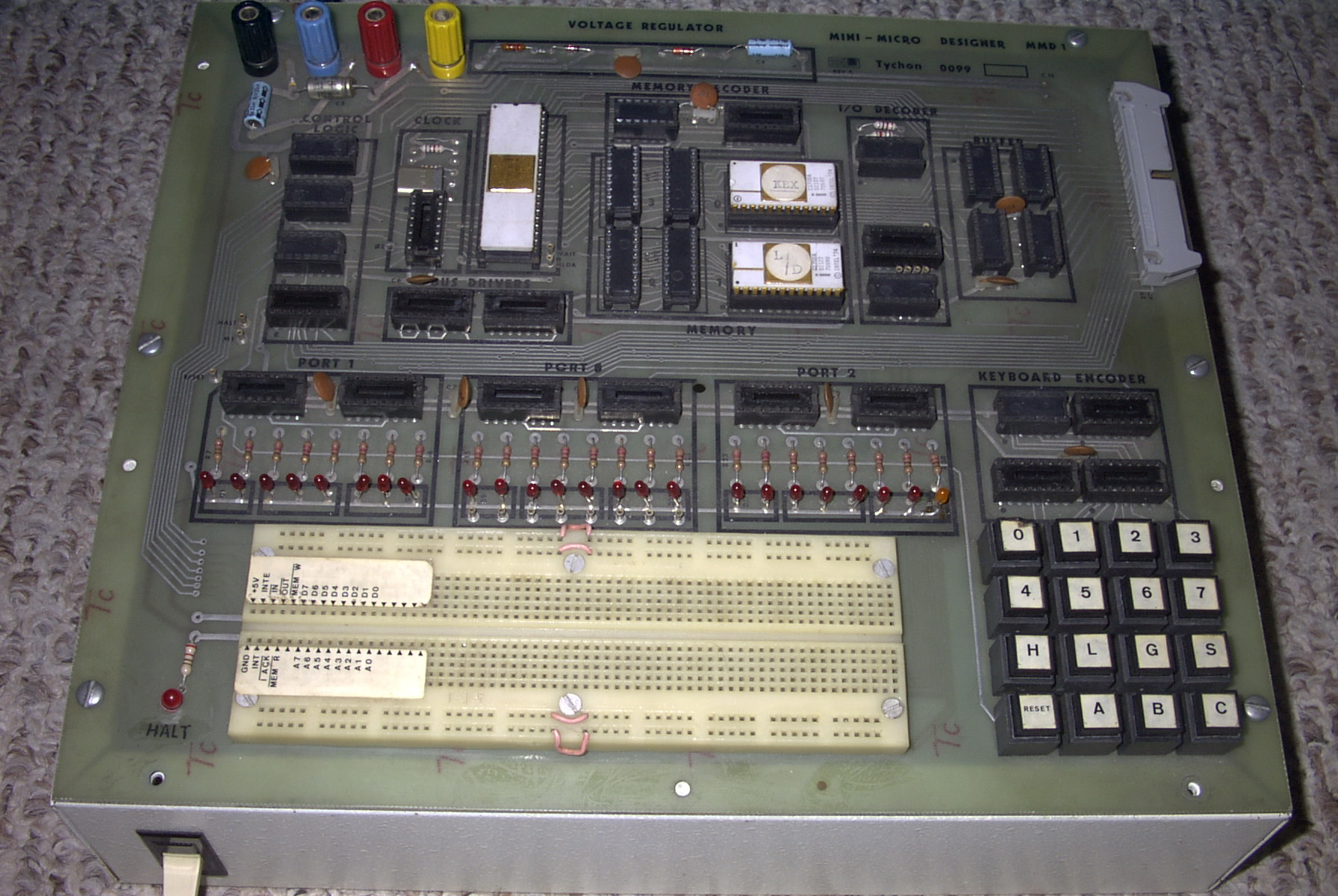
Uno dei primi 10 MMD-1, un'unità prototipo, prodotta da E&L Instruments nel 1976. "Dyna-micro" / "MMD-1" è stato il primo vero computer a scheda singola al mondo. L'MMD-1 aveva tutti i componenti su un singolo circuito stampato, inclusi memoria, I / O, dispositivo di input dell'utente e display. Nulla di esterno alla singola scheda tranne l'alimentazione era necessaria per entrambi i programmi previsti. Il design originale di MMD-1 era chiamato "dyna-micro", ma fu presto rinominato "MMD-1"

Il primo vero computer a scheda singola (vedere il numero di Radio-Electronics del maggio 1976) chiamato "dyna-micro" si basava sull'Intel C 8080 A e utilizzava anche la prima EPROM di Intel, la C1702A. Il dyna-micro è stato rinominato da E&L Instruments di Derby, nel Connecticut, nel 1976 come "MMD-1" (Mini-Micro Designer 1) ed è stato reso famoso come esempio di microcomputer nella famosissima serie 8080 "BugBook" di quel periodo. Anche gli SBC hanno avuto un ruolo importante nella storia dei computer domestici, ad esempio da parte di Acorn Electron e BBC Micro. Altri primi computer a scheda singola tipici come il KIM-1 venivano spesso spediti senza custodia, che dovevano essere aggiunti dal proprietario. Altri esempi sono la Big Board di Ferguson e il Nascom.
Con l'aumentare della prevalenza del mercato dei PC, nei computer venivano utilizzati meno SBC. I componenti principali sono stati assemblati su una scheda madre, e componenti periferici quali porte seriali, controller di unità disco e processori grafici erano situati su slot di espansione. La maggior parte delle schede madri per PC ora offre supporto integrato per unità disco tra cui IDE e SATA con RAID, grafica, Ethernet e I / O tradizionali come porte seriali e parallele, USB e supporto tastiera / mouse. Le schede plug-in sono ora più comunemente schede grafiche ad alte prestazioni (in realtà coprocessori grafici), controller RAID di fascia alta e schede I / O specializzate come schede di acquisizione dati e DSP (Digital Signal Processor).

## Tipi e standard
Una varietà comune di computer a scheda singola utilizza fattori di forma standardizzati destinati all'uso in un contenitore backplane. Alcuni di questi tipi sono CompactPCI, PXI, VMEbus, VXI e PICMG. Gli SBC sono stati costruiti attorno a varie strutture di elaborazione interne tra cui l'architettura Intel, le architetture multiprocessore e i sistemi di elaborazione a basso consumo come MIPS, SPARC e più recentemente ARM. Nel mondo dei PC Intel, i circuiti di intelligence e interfaccia / controllo sono collocati su una scheda plug-in che viene quindi inserita in un backplane passivo (o attivo). Il risultato finale è simile alla creazione di un sistema con una scheda madre, tranne per il fatto che il backplane determina la configurazione dello slot. I backplane sono disponibili con un mix di slot (ISA, PCI, PCIX, PCI-Express, GPIO, ecc.)
Alcuni computer a scheda singola dispongono di connettori che consentono di assemblare una pila di schede di circuiti, ciascuna contenente hardware di espansione, senza un backplane tradizionale. Esempi di impilamento di fattori di forma SBC includono PC/104, PC/104-Plus, EPIC ed EBX; questi sistemi sono comunemente disponibili per l'uso in sistemi di controllo integrati.
Gli SBC di tipo stack spesso dispongono di memoria fornita su schede plug-in come SIMM e DIMM. Anche i circuiti stampati del disco rigido non vengono conteggiati per determinare se un computer è un SBC o non per due motivi, in primo luogo perché l'HDD è considerato come un'unità di archiviazione a blocco singolo, e in secondo luogo perché l'SBC potrebbe non richiedere affatto un disco rigido, dato che la maggior parte di essi può essere avviato dalla connessione di rete.

## Applicazioni

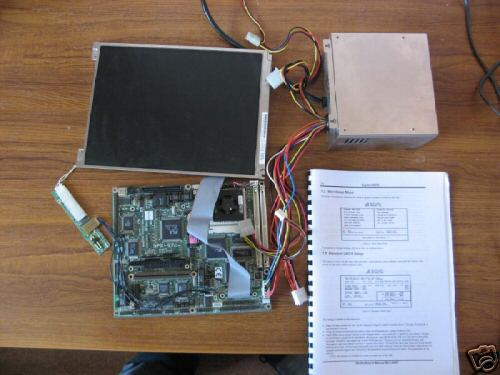
Un SBC 486 basato su socket 3 con alimentatore e schermo piatto

I computer a scheda singola sono stati resi possibili aumentando la densità dei circuiti integrati. Una configurazione a scheda singola riduce i costi complessivi di un sistema, riducendo il numero di schede a circuito stampato necessarie ed eliminando i connettori e i circuiti dei driver di bus che verrebbero altrimenti utilizzati. Mettendo tutte le funzioni su una scheda, è possibile ottenere un sistema complessivo più piccolo, come avviene tipicamente nei computer portatili. I connettori sono una fonte frequente di problemi di affidabilità, quindi un sistema a scheda singola elimina questi problemi.
I computer a scheda singola sono ora comunemente definiti su due architetture distinte: senza slot e con slot di supporto.
Gli SBC incorporati sono unità che forniscono tutti gli I / O richiesti senza predisporre schede plug-in. Le applicazioni sono in genere giochi (slot machine, video poker), chioschi e controllo di automazione delle macchine. Gli SBC incorporati sono molto più piccoli della scheda madre di tipo ATX presente nei PC e forniscono un mix I / O più mirato a un'applicazione industriale, come gli I / O digitali e analogici integrati, la memoria flash di avvio integrata (eliminando il necessità di un'unità disco), nessun video, ecc.
Il termine "computer a scheda singola" ora si applica generalmente a un'architettura in cui il computer a scheda singola è collegato a un backplane per fornire schede I / O. Nel caso di PC104, il bus non è un backplane nel senso tradizionale, ma è una serie di connettori a pin che consente di impilare le schede I / O.
I computer a scheda singola sono più comunemente utilizzati in situazioni industriali in cui vengono utilizzati in formato rack per il controllo di processo o integrati in altri dispositivi per fornire controllo e interfaccia. Sono utilizzati nell'esplorazione di acque profonde (nelle sonde di ALICE) e nello spazio, sui razzi Ariane e Pegasus e sullo Space Shuttle. A causa degli altissimi livelli di integrazione, della riduzione del numero dei componenti e dei connettori, gli SBC sono spesso più piccoli, più leggeri, più efficienti dal punto di vista energetico e più affidabili rispetto a computer multi-scheda comparabili.
Spesso, il vantaggio principale di una scheda madre ATX rispetto a un SBC è il costo. Le schede madri sono prodotte in milioni di pezzi per i mercati dei consumatori e degli uffici, consentendo enormi economie di scala. I computer a scheda singola sono una nicchia di mercato e sono prodotti meno spesso e ad un costo più elevato. Schede madri e SBC ora offrono livelli simili di integrazione delle funzionalità, il che significa che un guasto della scheda madre in entrambi gli standard richiederà una sostituzione equivalente.

## Fattori di forma
- AdvancedTCA
- CompactPCI
- Embedded Compact Extended (ECX)
- Mini-ITX
- multibus
- PC/104
- PICMG
- Pico-ITX
- PXI
- Qseven
- VMEbus
- VPX
- VXI
- 96Boards (CE, EE, EETV e IE)